# Liste der Bodendenkmäler in Kühbach
Auf dieser Seite sind die Bodendenkmäler in dem schwäbischen Markt Kühbach zusammengestellt. Diese Tabelle ist eine Teilliste der Liste der Bodendenkmäler in Bayern. Grundlage ist die Bayerische Denkmalliste, die auf Basis des Bayerischen Denkmalschutzgesetzes vom 1. Oktober 1973 erstmals erstellt wurde und seither durch das Bayerische Landesamt für Denkmalpflege geführt wird. Die folgenden Angaben ersetzen nicht die rechtsverbindliche Auskunft der Denkmalschutzbehörde.

## Bodendenkmäler in Kühbach

### GemarkungHaslangkreit
| Lage                          | Objekt | Akten-Nr.     | Bild                                          |
| ----------------------------- | --- | ------------- | --------------------------------------------- |
| (Standort)                    | Siedlung der jüngeren Latènezeit. | D-7-7432-0016 |                                               |
| (Standort)                    | Grabhügel vorgeschichtlicher Zeitstellung. | D-7-7432-0023 |                                               |
| (Standort)                    | Grabhügel vorgeschichtlicher Zeitstellung | D-7-7432-0024 |                                               |
| (Standort)                    | Brandgräber der Spätbronze- und Urnenfelderzeit, Siedlung der Latènezeit.                                                                     | D-7-7432-0025 |                                               |
| Kühbacher Straße 8 (Standort) | Mittelalterliche und frühneuzeitliche Befunde im Bereich der katholischen Pfarrkirche St. Johannes Baptist in Großhausen.                     | D-7-7432-0105 | Mittelalterliche und frühneuzeitliche Befunde |
| (Standort)                    | Siedlung vor- und frühgeschichtlicher Zeitstellung                                                                                            | D-7-7433-0001 |                                               |
| Schloßstraße 27 (Standort)    | Mittelalterlicher Wasserburgstall mit zugehörigem Sedelhof, spätmittelalterliches und frühneuzeitliches Wasserschloss (Schloss Haslangkreit). | D-7-7433-0008 | weitere Bilder                                |
| Kirchweg 7 (Standort)         | Mittelalterliche und frühneuzeitliche Befunde im Bereich der katholischen Filialkirche St. Lorenz und Stephan in Paar.                        | D-7-7433-0012 | weitere Bilder                                |
| (Standort)                    | Abgegangene frühneuzeitliche Heilig-Geist-Kapelle mit zugehöriger Klause.                                                                     | D-7-7433-0013 |                                               |
| Sedlhof 1 (Standort)          | Mittelalterlicher Burgstall mit zugehörigem Sedelhof, spätmittelalterliches und frühneuzeitliches Wasserschloss (Schloss Großhausen).         | D-7-7532-0001 |                                               |

### Gemarkung Kühbach
| Lage                          | Objekt | Akten-Nr.     | Bild           |
| ----------------------------- | --- | ------------- | -------------- |
| (Standort)                    | Siedlung vor- und frühgeschichtlicher Zeitstellung. | D-7-7533-0022 |                |
| (Standort)                    | Befestigte Höhensiedlung vor- und frühgeschichtlicher Zeitstellung.                                                                                       | D-7-7533-0043 |                |
| Aichacher Straße 2 (Standort) | Mittelalterliche und frühneuzeitliche Befunde im Bereich des ehemaligen Benediktinerinnenklosters und der katholischen Pfarrkirche St. Magnus in Kühbach. | D-7-7533-0045 | weitere Bilder |

### GemarkungOberschönbach
| Lage       | Objekt | Akten-Nr.     | Bild |
| ---------- | --- | ------------- | ---- |
| (Standort) | Mittelalterliche und frühneuzeitliche Befunde im Bereich der katholischen Pfarrkirche St. Kastulus in Unterschönbach. | D-7-7533-0048 |      |

### GemarkungStockensau
| Lage       | Objekt | Akten-Nr.     | Bild |
| ---------- | --- | ------------- | ---- |
| (Standort) | Mittelalterliche und frühneuzeitliche Befunde im Bereich des abgegangenen Schlosses Stockensau und der Schlosskapelle St. Jacob.        | D-7-7433-0016 |      |
| (Standort) | Mittelalterliche und frühneuzeitliche Befunde im Bereich des abgegangenen Schlosses Winden und der Schlosskapelle St. Johannes Baptist. | D-7-7433-0017 |      |

### GemarkungUnterbernbach
| Lage                      | Objekt                                                                                           | Akten-Nr.     | Bild           |
| ------------------------- | ------------------------------------------------------------------------------------------------ | ------------- | -------------- |
| (Standort)                | Verhüttungsplatz vor- und frühgeschichtlicher Zeitstellung.                                      | D-7-7432-0046 |                |
| (Standort)                | Siedlung vor- und frühgeschichtlicher Zeitstellung.                                              | D-7-7432-0061 |                |
| (Standort)                | Siedlung der römischen Kaiserzeit, Wüstung des Mittelalters.                                     | D-7-7432-0065 |                |
| Martinstraße 5 (Standort) | Mittelalterliche und frühneuzeitliche Befunde im Bereich der Kirche St. Martin in Unterbernbach. | D-7-7433-0019 | weitere Bilder |